# Zounguè
Zounguè ist ein Arrondissement im Departement Ouémé im westafrikanischen Staat Benin. Es ist eine Verwaltungseinheit, die der Gerichtsbarkeit der Kommune Dangbo untersteht.

## Demografie und Verwaltung
Gemäß der Volkszählung 2013 des beninischen Statistikamtes INSAE hatte das Arrondissement 12.404 Einwohner, davon waren 5884 männlich und 6520 weiblich.
Von den 50 Dörfern und Quartieren der Kommune Dangbo (Ouémé)| entfallen sieben auf Zounguè:
1. Akokponawa
2. Fingninkanmè
3. Mitro
4. Yokon
5. Zounguè
6. Zounguè Saï Lagare
7. Zounta